# Elachocharax geryi
Elachocharax geryi is een straalvinnige vissensoort uit de familie van de grondzalmen (Crenuchidae). De wetenschappelijke naam van de soort is voor het eerst geldig gepubliceerd in 1978 door Weitzman & Kanazawa.